# Cyclosorus interruptus
Cyclosorus interruptus là một loài dương xỉ trong họ Thelypteridaceae. Loài này được Willd. H. Itô mô tả khoa học đầu tiên năm 1937.

## Hình ảnh

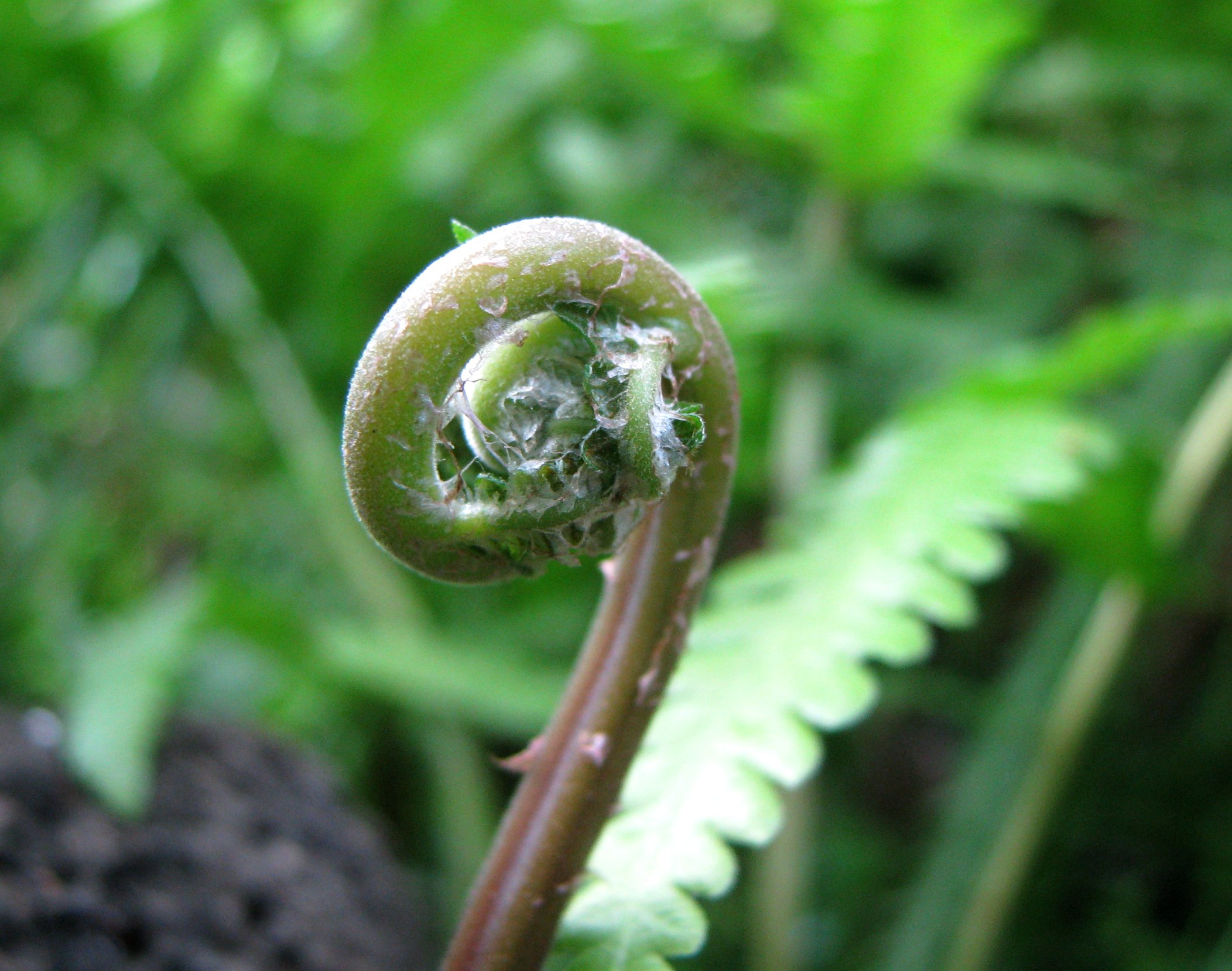
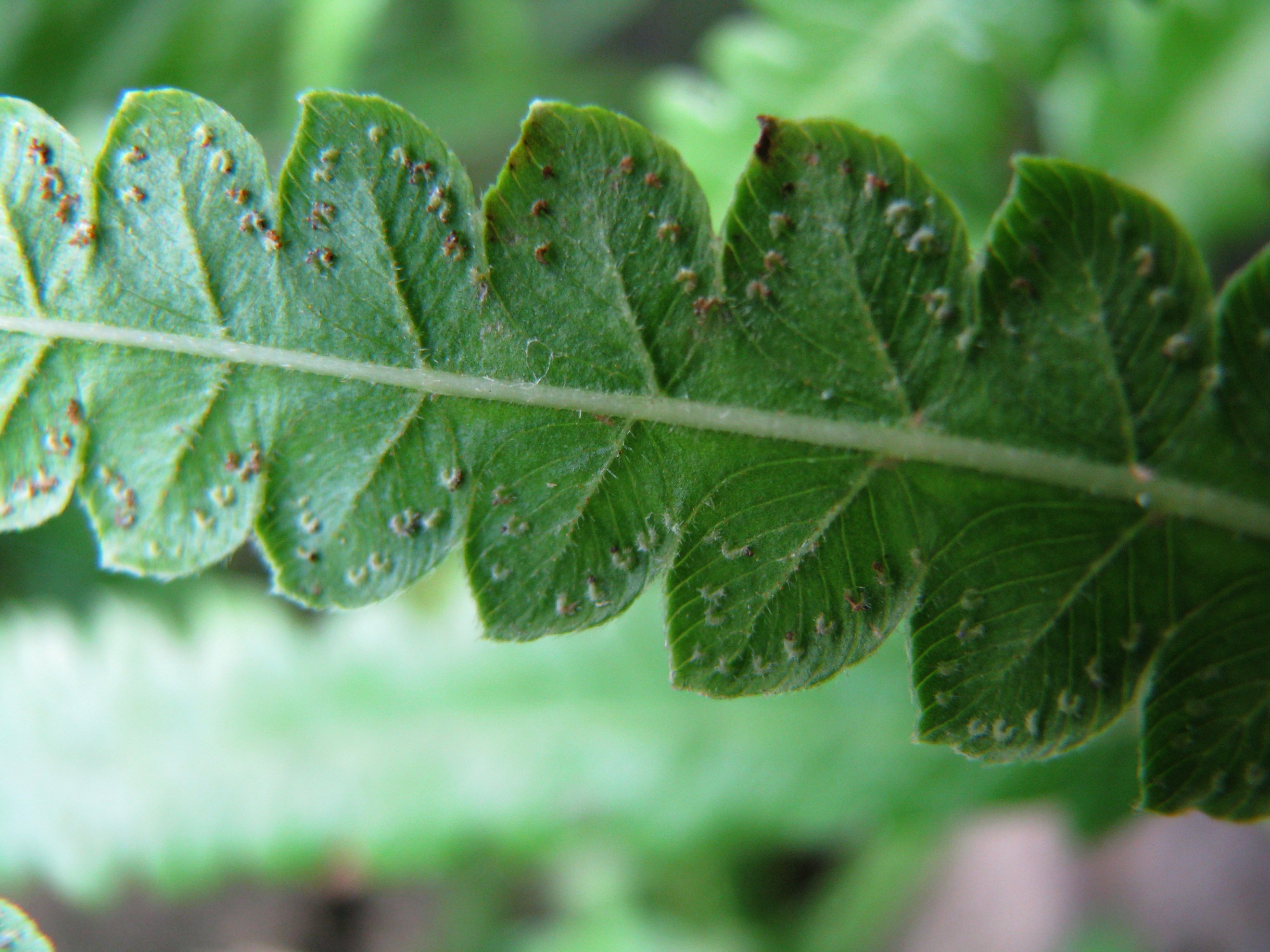
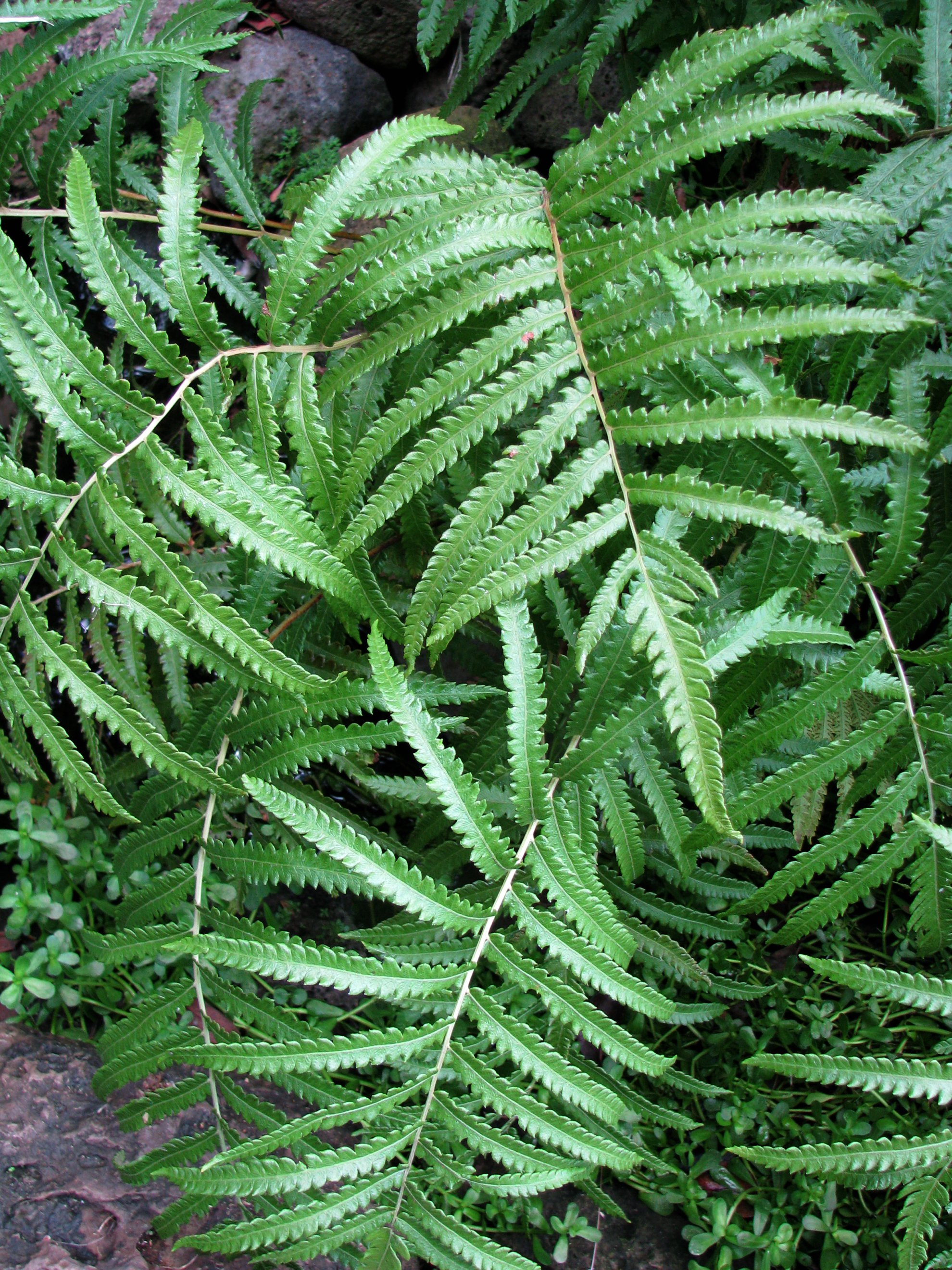
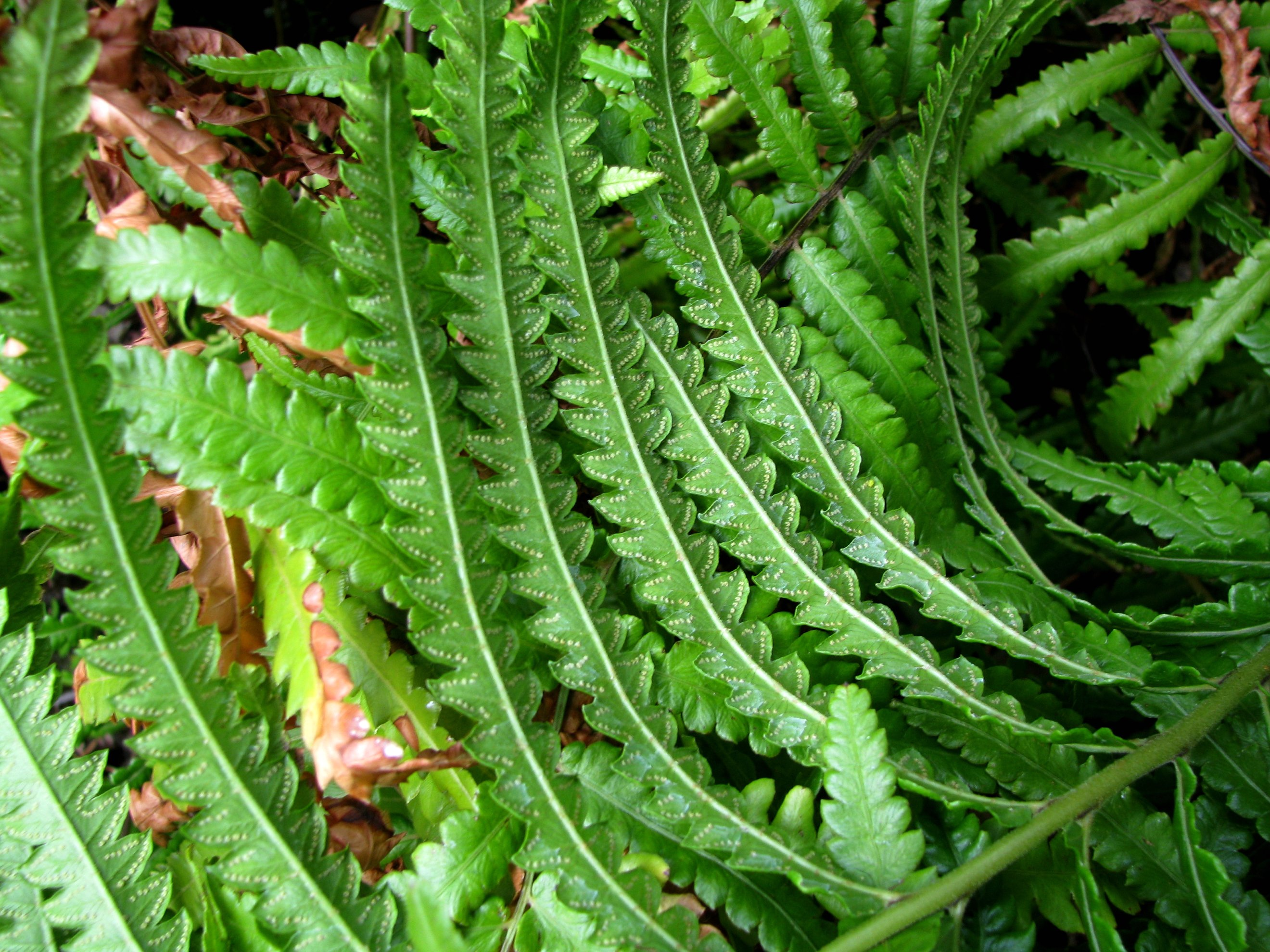